# James Flavin
James Flavin (Portland, 14 maggio 1906 – Los Angeles, 23 aprile 1976) è stato un attore statunitense, la cui carriera durò quasi mezzo secolo.

## Biografia

### Carriera
Figlio di un cameriere di hotel, Flavin crebbe nella natia Portland, nel Maine. Frequentò l'Accademia Militare degli Stati Uniti ma non completò gli studi e ritornò a Portland per lavorare come tassista.
Nel 1929 intraprese la carriera di attore e debuttò sugli schermi cinematografici nel 1932. Tra i suoi primi ruoli di rilievo, quello del secondo ufficiale Briggs nel kolossal King Kong (1933).
Flavin apparve in qualità di caratterista in oltre 400 film dal 1932 al 1971, spesso non accreditato nei titoli. Ebbe delle piccole parti anche in un centinaio di episodi di diverse serie televisive.
Nel 1969, dopo quasi quarant'anni di carriera, trionfò a Broadway con la commedia The Front Page, in cui interpretò il ruolo di Murphy e, per alcune rappresentazioni, sostituì Robert Ryan nella parte di Walter Burns, cinico direttore del Chicago Examiner.
Flavin morì per un infarto al Cedars-Sinai Medical Center di Los Angeles.

### Vita privata
Nel 1932 sposò l'attrice cinematografica Lucile Browne, da cui ebbe un figlio, William.
La Browne morì dopo appena diciassette giorni dalla scomparsa di Flavin. Sono entrambi sepolti all'Holy Cross Cemetery di Culver City (Los Angeles).

## Filmografia parziale

### Cinema
- Pericolosa partita (The Most Dangerous Game), regia di Irving Pichel e Ernest B. Schoedsack (1932)
- Hello, sister! (1933)
- King Kong, regia di Merian C. Cooper e Ernest B. Schoedsack (1933)
- La carne e l'anima (Society Doctor), regia di George B. Seitz (1935)
- Al di là delle tenebre (Magnificent Obsession), regia di John M. Stahl (1935)
- L'impareggiabile Godfrey (My Man Godfrey), regia di Gregory La Cava (1936)
- Sotto la maschera (Big Town Girl), regia di Alfred L. Werker (1937)
- 6,000 Enemies, regia di George B. Seitz (1939)
- Fulminati (Manpower), regia di Raoul Walsh (1941)
- Con mia moglie è un'altra cosa (Affectionately Yours), regia di Lloyd Bacon (1941)
- Ombre di Broadway (Broadway), regia di William A. Seiter (1942)
- Ribalta di gloria (Yankee Doodle Dandy), regia di Michael Curtiz (1942)
- Tra le nevi sarò tua (Iceland), regia di H. Bruce Humberstone (1942)
- Il cielo può attendere (Heaven Can Wait), regia di Ernst Lubitsch (1943)
- Arcipelago in fiamme (Air Force), regia di Howard Hawks (1943)
- Due marinai e una ragazza (Canta che ti passa) (Anchors Aweigh), regia di George Sidney (1945)
- Gli ammutinati di Sing Sing (Within These Walls), regia di H. Bruce Humberstone (1945)
- Duello a S. Antonio (San Antonio), regia di David Butler e, non accreditati, Robert Florey e Raoul Walsh (1945)
- Lo strano amore di Marta Ivers (The Strange Love of Martha Ivers), regia di Lewis Milestone (1946)
- Maschere e pugnali (Cloak and Dagger), regia di Fritz Lang (1946)
- L'infernale avventura (Angel on My Shoulder), regia di Archie Mayo (1946)
- Una luce nell'ombra (Nobody Lives Forever), regia di Jean Negulesco (1946)
- L'America dei Dorsey (The Fabulous Dorseys), regia di Alfred E. Green (1947)
- Smarrimento (Nora Prentiss), regia di Vincent Sherman (1947)
- Luna di miele perduta (Lost Honeymoon), regia di Leigh Jason (1947)
- Furia nel deserto (Desert Fury), regia di Lewis Allen (1947)
- Il bacio di Venere (One Touch of Venus), regia di William A. Seiter (1948)
- Gianni e Pinotto e l'assassino misterioso (Abbott and Costello Meet the Killer, Boris Karloff), regia di Charles Barton (1949)
- La peccatrice dei mari del Sud (South Sea Sinner), regia di H. Bruce Humberstone (1950)
- Bill sei grande! (When Willie Comes Marching Home), regia di John Ford (1950)
- La legge del mare (Fighting Coast Guard), regia di Joseph Kane (1951)
- Lo squalo tonante (Operation Pacific), regia di George Waggner (1951)
- La ninfa degli antipodi (Million Dollar Mermaid), regia di Mervyn LeRoy (1952)
- Viaggio al pianeta Venere (Abbott and Costello Go to Mars), regia di Charles Lamont (1953)
- Agguato al grande canyon (Massacre Canyon), regia di Fred F. Sears (1954)
- La nave matta di Mister Roberts (Mister Roberts), regia di John Ford e Mervyn LeRoy (1955)
- Brooklyn chiama polizia (The Naked Street), regia di Maxwell Shane (1955)
- Come prima... meglio di prima (Never Say Goodbye), regia di Jerry Hopper (1956)
- Congiura al castello (Francis in the Haunted House), regia di Charles Lamont (1956)
- Passaggio di notte (Night Passage), regia di James Neilson (1957)
- Selvaggio è il vento (Wild Is the Wind), regia di George Cukor (1957)
- A sangue freddo (In Cold Blood), regia di Richard Brooks (1967)
- La TV ha i suoi primati (The Barefoot Executive), regia di Robert Butler (1971)

### Televisione
- General Electric Theater – serie TV, episodi 2x07-3x25 (1953-1955)
- Gianni e Pinotto (The Abbott and Costello Show) – serie TV, episodio 2x24 (1954)
- Topper – serie TV, episodio 1x21 (1954)
- Mickey Rooney Show (The Mickey Rooney Show) – serie TV, episodio 1x03 (1954)
- The Whistler – serie TV, episodi 1x30-1x31 (1955)
- Screen Directors Playhouse – serie TV, episodio 1x01 (1955)
- Navy Log – serie TV, episodi 1x24-2x04-2x34 (1956-1957)
- Climax! – serie TV, episodio 4x04 (1957)
- Pete and Gladys – serie TV, episodi 1x03-1x16-2x17 (1960-1962)
- Surfside 6 – serie TV, episodio 2x25 (1962)
- The New Breed – serie TV, episodio 1x30 (1962)
- Mr. Novak – serie TV, episodio 2x12 (1964)
- La legge di Burke (Burke's Law) – serie TV, episodio 2x26 (1965)
- I Pruitts (The Pruitts of Southampton) – serie TV, episodi 1x03-1x15 (1966)

## Doppiatori italiani
- Luigi Pavese in Gianni e Pinotto e l'assassino misterioso, Passaggio di notte
- Vinicio Sofia in King Kong
- Alberto Sordi in Arcipelago in fiamme
- Bruno Persa in Viaggio al pianeta Venere